# Statuto di Merton
Lo Statuto di Merton o Disposizioni di Merton (Latino: Provisiones de Merton, o Statuta Merton), talvolta conosciuto anche come Antico statuto di Merton, è considerato essere il primo Statuto del Regno d'Inghilterra, e viene stampato come primo Statuto in The Statutes of the Realm.
I termini dello Statuto sono stati concordati nell'antica Parrocchia di Merton (Surrey) tra Enrico III d'Inghilterra e i baroni inglesi nel 20º anno del regno di Enrico III (1235). Era un altro esempio, insieme con la Magna Carta di 20 anni prima, della lotta tra i baroni e il re per limitare i diritti di quest'ultimo.
Tra le sue disposizioni, lo statuto ha permesso un Signore feudale di racchiudere terre comuni (a condizione che il pascolo rimasto sia sufficiente per i suoi inquilini), e stabilito quando e come i signori feudali potevano far valere i diritti sulla terra per rifiuti, boschi, pascoli e contro i loro inquilini. È diventata rapidamente una base della common law inglese, sviluppando e chiarendo alcuni concetti giuridici di proprietà, ed è stato uno degli statuti inglesi riportati nel diritto della Signoria d'Irlanda.
Nel gennaio 1550, durante il Regno di Edoardo VI d'Inghilterra, molto tempo dopo che lo statuto era caduto in disuso, fu ripreso sotto John Dudley, il Duca di Northumberland, per consentire ai signori di racchiudere la loro terra a loro discrezione — in disaccordo con l'atteggiamento tradizionale anti-enclosure dei Tudor.
Lo Statuto inoltre ha anche normato la filiazione illegittima — stabilendo che "È un bastardo colui che è nato prima del matrimonio dei suoi genitori". Ha anche affrontato i diritti della donna — doti ("Una donna deve recuperare i danni in un atto di dote"), e il diritto della vedova di lasciare in eredità la terra ("Le vedove possono lasciare in eredità la coltivazione delle loro terre").
Il Capitolo 4 del presente statuto è stato il Commons Act 1236.
I Capitoli 1 e 2 e 9 sono stati abrogati per la Repubblica d'Irlanda dalla  sezione 8. e Parte I dell' Elenco 2., del "Succession Act 1965", conservandolo, eccetto la  sezione 9. di tale legge (Act). L'intero statuto è stato abrogato per quella Repubblica dalla  sezione 1. e  Parte 2., del programma per la legge di revisione Statute Law Revision Act 1983.

## Estratti
- A woman shall recover damages in a writ of dower.[6]
- Widows may bequeath the crop of their lands.[6]
- He is a bastard that is born before the marriage of his parents.[6]